# 克劳迪奥·威利曼
克劳迪奥·威利曼·冈萨雷斯（西班牙語：Claudio Wílliman，1861年10月10日—1934年2月9日）是乌拉圭政治家，曾于1907年至1911年担任乌拉圭总统:452-453。